# Andrijaš Mrnjavčević
Andrijaš Vukašinović Mrnjavčević nebo také Andrija Kraljević, byl ve 14. století srbský šlechtic, který byl vládcem regionu Prilep v letech 1371-1395. Jeho otcem byl srbský král Vukašin (spoluvládce Štěpána Uroše V.). Jeho bratrem byl srbský král Marko, který vládl regionu Makedonie (Staré Srbsko) v letech 1371–1395.
Za vlády své bratra Marka ochraňoval region Prilep, nahromadil bohatství a nakonec se sám prohlásil za krále (srbsky: Kraljević). Po smrti Marka v roce 1395 opustil Andrijaš a jeho bratr Dmitar Makedonii a usadil se mezi Srby v Raguse, kde jim nechal jejich otec Vukašin dědictví. Z Ragusy se vydali do Uher, kde se usadili v srbské komunitě. Podle kronik zemřel Andrijaš v Bitvě u Rovine.